# Red de Colectivos Culturales Comunitarios: Jóvenes de Tamaulipas
La Red de Colectivos Culturales Comunitarios: Jóvenes de Tamaulipas es una organización civil integrada por jóvenes formados como promotores culturales que se reúnen en colectivos locales. Establecida en 2011, tiene como objetivo el facilitar el ejercicio de sus derechos culturales a distintas comunidades.
La Red ha sido reconocida como buena práctica de gestión cultural en países como Argentina, Brasil, Colombia y Panamá. En 2013 fue beneficiada con el auspicio del Fondo de Subvenciones de la Unión Europea para fortalecer su labor. Es una institución importante en Tamaulipas.
Actualmente cuenta con más de 300 jóvenes de 24 colectivos de 24 municipios de Tamaulipas